# Vienna Teng

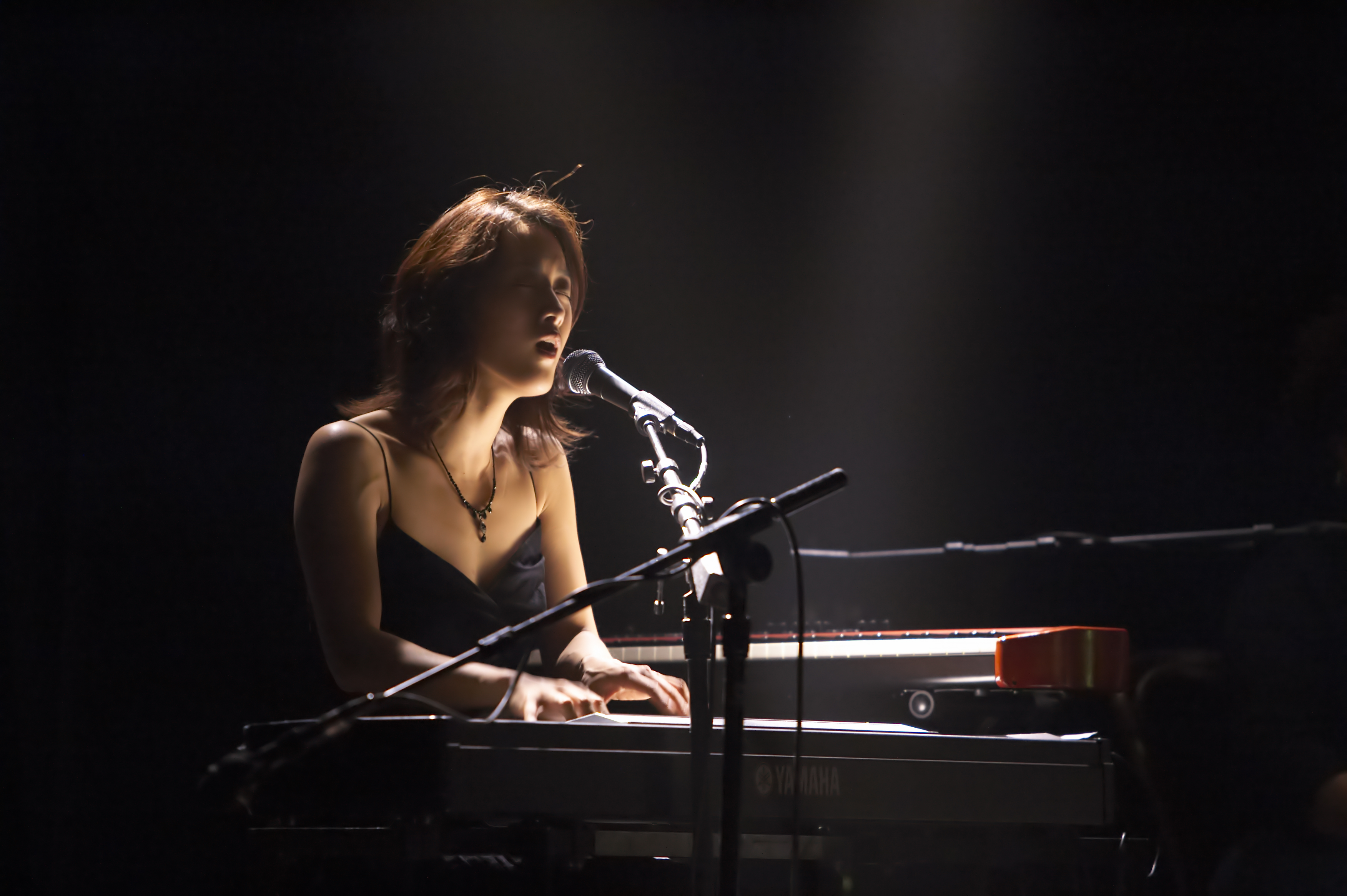
Vienna Teng em São Francisco

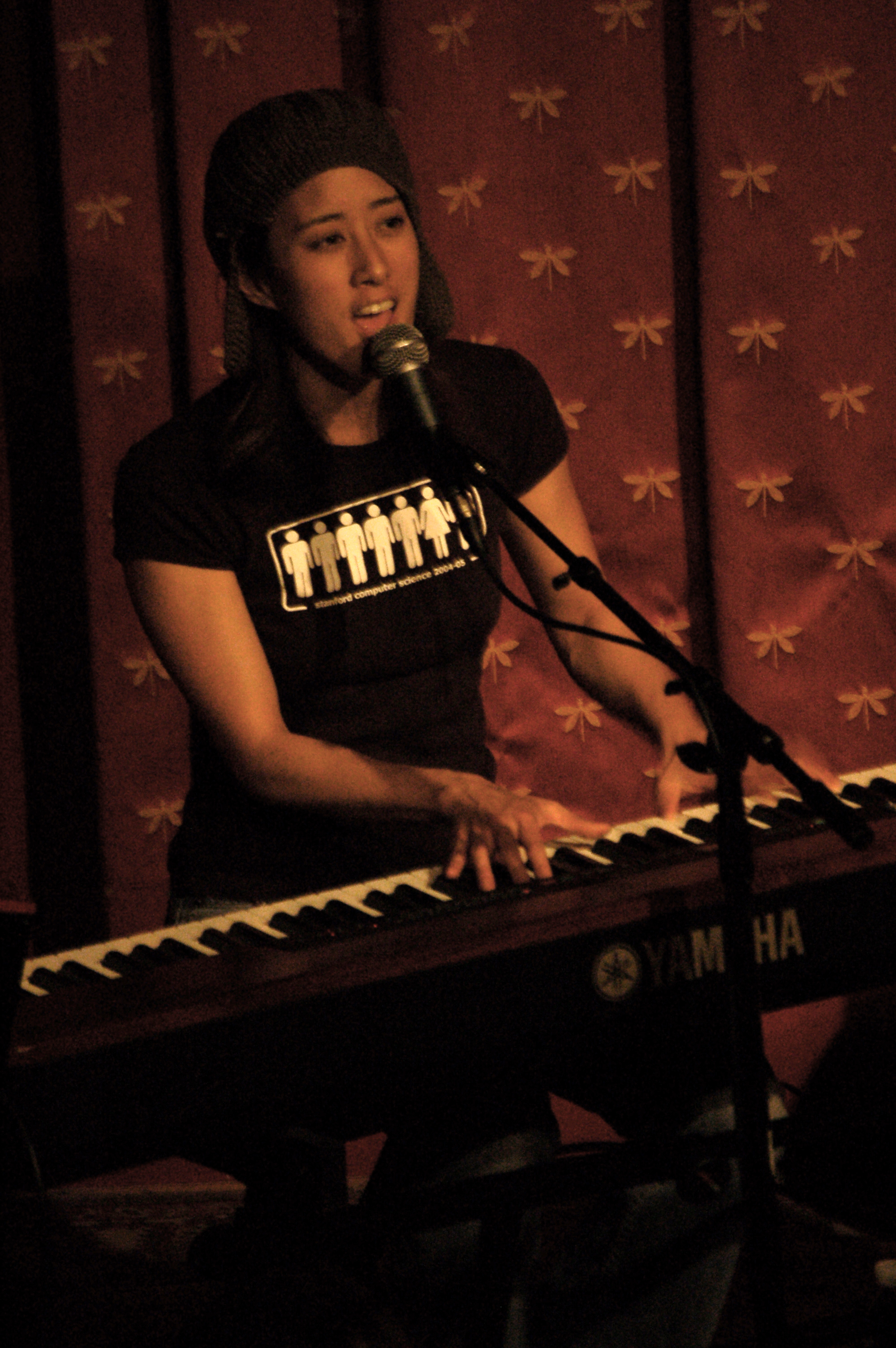

Vienna Teng (3 de outubro de 1978) é uma pianista Taiwanesa-americana, cantora e compositora residente em San Francisco. Seu nome verdadeiro é Cynthia Shih. O seu estilo musical é uma mistura de Folk e Pop, utiliza as influências de artistas como Tori Amos e Sarah McLachlan. 

## Discografia
- Waking Hour (2002)
- Warm Strangers (2004)
- Dreaming Through The Noise (2006)
- Inland Territory (2009)
- The Moment Always Vanishing (2009)
- Aims (2013)